# Alesis
Alesis est une société qui conçoit et commercialise des instruments de musique électroniques, dont la fabrication est essentiellement chinoise. Alesis est détenue par Numark et basée à Cumberland, dans le Rhode Island.

## Histoire
Alesis a été fondée en 1984 par Keith Barr à Hollywood, en Californie. Après le succès commercial rapide de Amel est bientôt devenu un grand bâtiment d'affaires par rapport à Santa Monica[Quoi ?], à proximité de sa propre entreprise comme Sony et Media Ventures. Au début du millénaire, Alesis a connu des difficultés financières. La compagnie britannique Numark la reprend, sous la direction de Jack O'Donnell en 2001, l'entreprise et met en plus à plusieurs endroits, dont Culver City.

## Description
Les produits fabriqués par Alesis sont principalement destinés à des utilisations en studio et concert (par opposition à la pratique) pour des musiciens professionnels ou semi-professionnels. Alesis produit des instruments de haute qualité et innovants. Exemples parmi les modèles Alesis : Fusion 6 HD et 8 HD, Andromeda A6, synthétiseur analogique, Alesis Ion, synthétiseur virtuel à modélisation analogique et Alesis Micron fondé sur le Ion.
Alesis eut un premier succès avec la MidiVerb, une réverbe stéréo (2 in, 2 out) à un prix raisonnable. Bien que le MIDI ne soit pas considérable, il a été suffisant.[Quoi ?] L'appareil répond aux changements patch 1-63 pour sélectionner les différentes réverbération des sons préréglés, des chiffres plus élevés activent le "Defeat" mode (qui est le  Mute d'Alesis). Le MidiVerb a été construit en utilisant plusieurs sous-ensembles distincts, ce qui permet de le réparer assez facilement sur le terrain.
La liste des engins d'Alesis Microverb comprend, SR-16 drum machine (introduit en 1991 et encore en production), le Quadrasynth, et l'ADAT un magnétophone numérique 8 pistes, omniprésent au début des années 1990.
La société a souffert des turbulences financières en 2001 et fut déclarée en faillite, après avoir investi trop massivement dans le disque dur équivalent de l'ADAT, le HD24. Dans la suite de la restructuration, Jack O'Donnell (président de Numark Industries) a acquis la société.

## Liste des produits Alesis

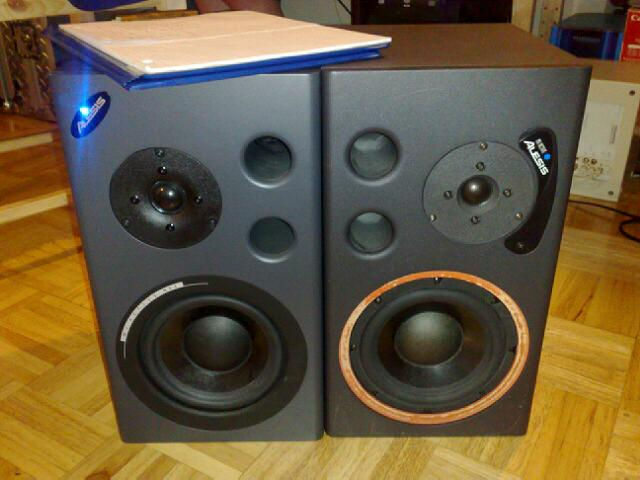
M1 et Mk2

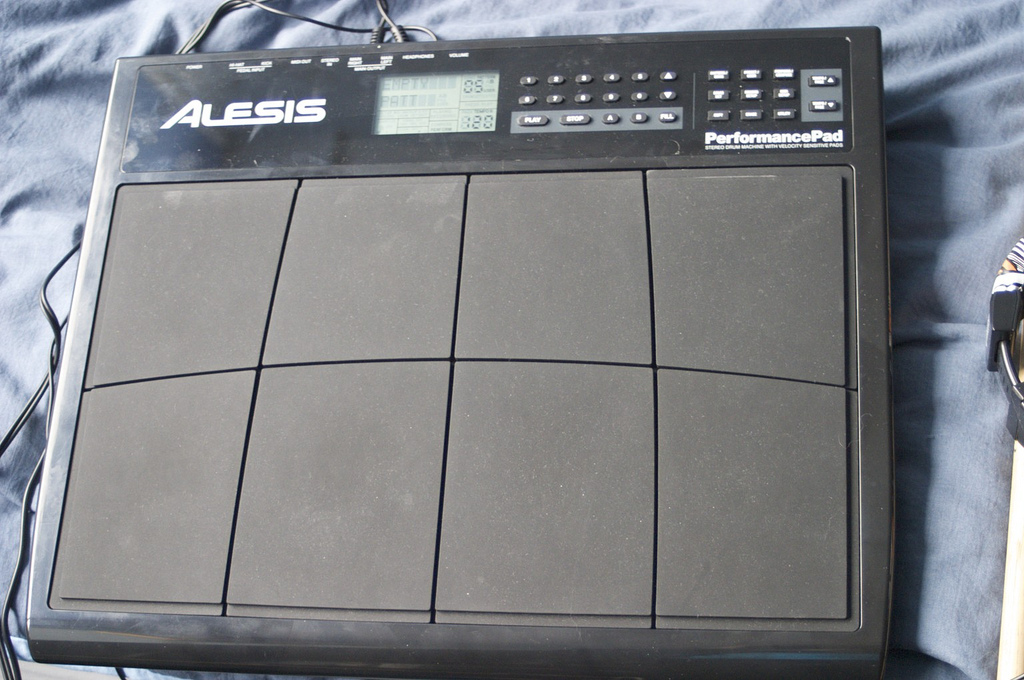
Performace Pad

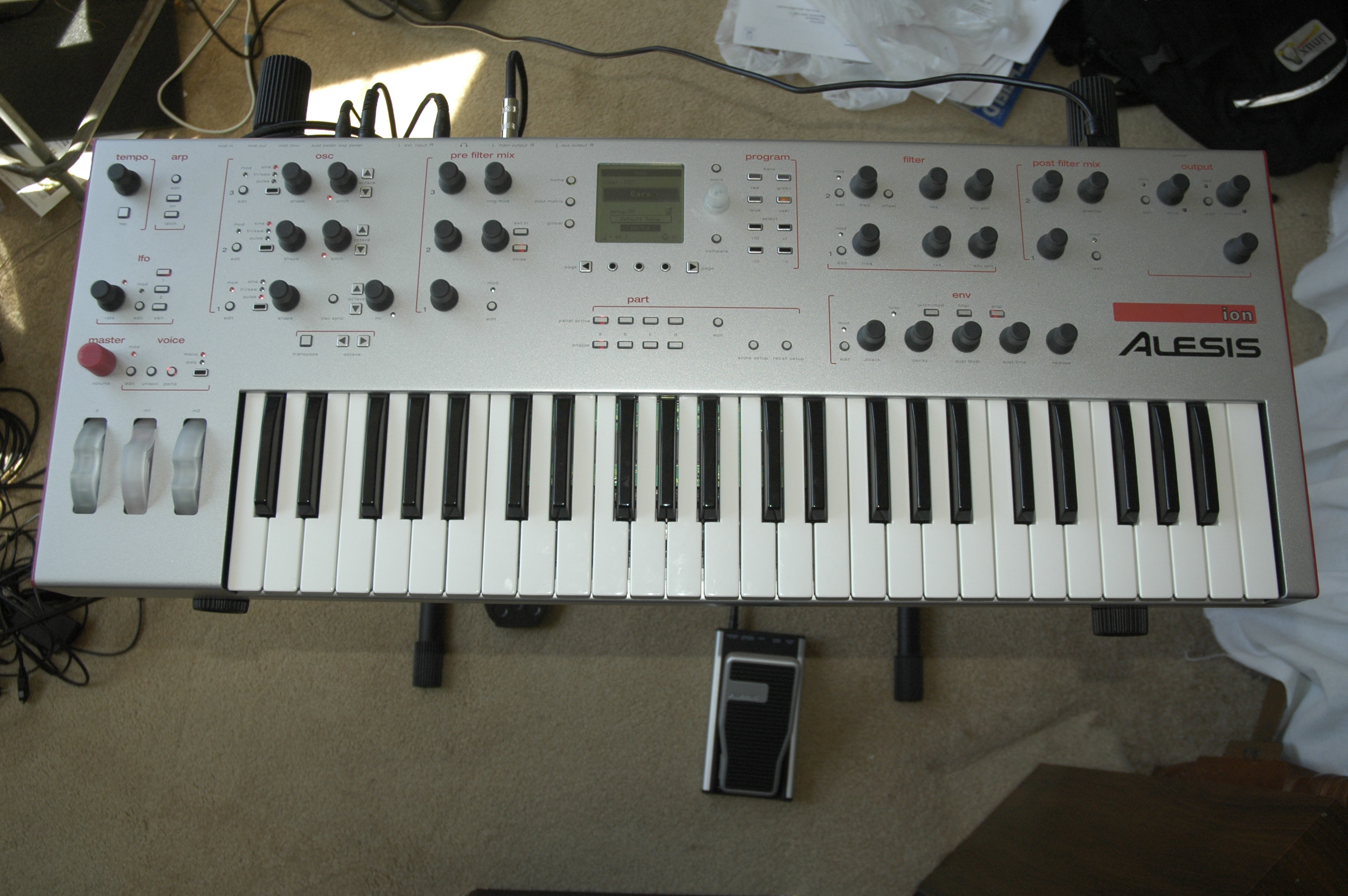
Synthétiseur Ion

- HD24 et HD24XR (enregistreur multipiste)
- Monitor One passive
- M1 Active (Mk1 et Mk2)
- M1 Active 520 et 620
- RA-100 Ampli
- HR-16, HR-16:B
- D4 (boîte à rythmes montée en rack)
- Quadrasynth
- Quadrasynth Plus
- S4
- S4 Plus (version rack du Quadrasynth)
- QS6
- QS6.1
- QS6.2 (synthétiseur à voix extensible)
- QS7
- QS7.1
- QS7.2
- QS8   (synthétiseur à 88 touches)
- QS8.1
- QS8.2
- QSR
- SR-16
- ION (synthétiseur à modélisation analogique)
- Fusion 6HD (clavier à 61 notes)
- Fusion 8HD (clavier à 88 notes)
- Andromeda A6 (synthétiseur analogique polyphonique)
- Micron
- MMT8
- Performance Pad
- Control Pad
- XGuitar
- M-EQ 230 (equalizer monté en rack)
- 3630 Compresseur/Limiteur avec Gate
- le clavier maître V61
- Alesis Surge Mesh Kit[1]
- Alesis Nitro Mesh Kit
- Alesis Turbo Mesh Kit